# ACCOBAMS
ACCOBAMS, Соглашение по Сохранению Китообразных в Чёрном и Средиземном морях, а также прилегающей Области Атлантики является «коллективным инструментом по сохранению морского биологического разнообразия в Средиземном и Черном морях».
ACCOBAMS ставит своей целью сокращение угроз китообразным в водах Средиземного и Чёрного морей, а также улучшение осведомленности населения об этих млекопитающих. Это первое Соглашение по защите китообразных в рамках этих двух регионов, позволяющее им сотрудничать по этому вопросу. Оно было заключено в рамках Конвенции по Мигрирующим Видам в 1996 году и вступило в силу в 2001 году.

## Совет сторон
Совет сторон является принимающим решения органом Соглашения. Как правило, заседания Совета Сторон проводятся каждые 3 года. Организация Объединённых Наций, её Специализированные Агентства, Международное Агентство по Атомной Энергии (МАГАТЭ), любое государство, не входящее в Соглашение, секретариаты других региональных и глобальных конвенций по сохранению китообразных, а также региональные и субрегиональные организации по рыболовному хозяйству также могут принимать участие в Совете Сторон в качестве наблюдателей..

## Секретариат
Постоянный Секретариат ACCOBAMS выполняет функции, описанные в Статье Соглашения. Например, он организует и заседания Совета Сторон, содействует сотрудничеству между участниками Соглашения и государствами ареала, не входящими в Соглашение, содействует имплементации Соглашения и занимается бюджетом. Постоянный Секретариат располагается в Княжестве Монако.

## Управляющий комитет
Управляющий комитет обеспечивает общее направление, а также финансовые и рабочие рекомендации деятельности Секретариата и других органов Соглашения, а также занимается вопросами его имплементации и распространения. Комитет также выполняет функции Совета Сторон между его заседаниями, представляет интересы Соглашения в правительствах стран, Депозитарии и других международных организациях по всем вопросам связанным с Соглашением и его Секретариатом. Комитет проводит встречи раз в год и предоставляет отчёты о своей деятельности Совету Сторон.

## Научный Комитет
Научный Комитет ACCOBAMS, состоящий из экспертов в области сохранения китообразных, является консультационным органом Совета Сторон. Его роль и обязанности описаны в Статьи VII Соглашения. ка правило, встречи Комитета проводятся один раз в год. Данные встречи являются хорошей возможностью для сотрудничества экспертов по сохранению китообразных в ареале действия Соглашения.

## Ареал действия Соглашения
Согласно тексту Соглашения, его область действия, состоит из всех приморских вод Чёрного и Средиземного моря, а также из заливов и проливов и внутренних вод, соединяющих эти моря, а также части Атлантического океана, граничащей со Средиземным морем в районе Гибралтара.
В рамках Соглашения:
Чёрное море ограничено на юго-востоке линией, соединяющей мысы Келага и Дайлан (Турция);
Средиземное море ограничено на востоке южной границей пролива Дарданеллы между маяками Мехметчик и Кумкале (Турция) и на западе меридианом, проходящим через маяк мыса Спартель, в начале пролива Гибралтар;
прилегающая зона Атлантики на западе от Гибралтарского пролива ограничена на востоке меридианом, проходящим через маяк мыса Спартель и на западе линией, соединяющей маяки мысов Цахт Винсенте (Португалия) и Касабланка (Марокко).

## Участники Соглашения
Сейчас 21 страна из 28 государств ареала, приняла и подписала Соглашение. Список этих на стран по состоянию на август 2008 года представлен ниже. В скобках указаны даты вступления Соглашения в силу.
- Албания (1. октября 2001)
- Алжир (1. декабря 2007)
- Болгария (1. июня 2001)
- Греция (1. июня 2001)
- Грузия (1. июня 2001)
- Испания (1. июня 2001)
- Италия (1. сентября 2005)
- Кипр (1. мая 2006)
- Ливан (1. марта 2005)
- Ливия (1. сентября 2002)
- Мальта (1. июня 2001)
- Монако (1. июня 2001)
- Марокко (1. июня 2001)
- Португалия (1. января 2005)
- Румыния (1. июня 2001)
- Словения (1. декабря 2006)
- Сирия (1. июня 2002)
- Тунис (1. января 2002)
- Украина (1. января 2004)
- Франция (1. июня 2004)
- Хорватия (1. июня 2001)

## Охраняемые виды
Следующие виды китообразных охраняются Соглашением, согласно Приложению I:
В Чёрном море:
- PHOCOENIDAE (Морские свиньи)
  - Phocoena phocoena (Обыкновенные морские свиньи)
- DELPHINIDAE (Дельфины)
  - Tursiops truncates(Афалина)
  - Delphinus delphis (Обыкновенный дельфин)

В Средиземном море и Атлантике: 
- PHOCOENIDAE (Морские свиньи)
  - Phocoena phocoena(Обыкновенные морские свиньи)
- DELPHINIDAE (Дельфины)
  - Steno bredanensis(Крупнозубый дельфин)
  - Grampus griseus (Серый дельфин)
  - Tursiops truncatus (Афалина)
  - Stenella coeruleoalba(Полосатый продельфин)
  - Delphinus delphis (Дельфин-белобочка)
  - Pseudorca crassidens (Малая косатка)
- ZIPHIIDAE (Клюворылые)
  - Mesoplodon densirostris (Ремнезуб Блэнвиля)
  - Ziphius cavirostris (Кювьеров клюворыл)
- PHYSETERIDAE
  - Physeter macrocephalus (Кашалот)
- KOGIIDAE
  - Kogia simus (Кашалот-малютка)
- BALAENIDAE (Гладкие киты)
  - Eubalaena glacialis (Северный гладкий кит)
- BALAENOPTERIDAE (Полосатиковые)
  - Balaenoptera acutorostrata(Малый полосатик)
  - Balaenoptera borealis(Сейвал)
  - Balaenoptera physalus (Финвал)
  - Megaptera novaeangliae (Горбатый кит)

## См .также
- ASCOBANS
- Боннская Конвенция (CMS)